# Bee Gees’ 1st
A Bee Gees’ 1st című lemez a Bee Gees együttes negyedik nagylemeze.
A lemez hangmérnöke: Mike Claydon. A Japán kiadáson a dalok sorrendje eltérő (zárójelben jelölve)

## Az album dalai
A japán kiadáson a számok sorrendje eltérő, a listán zárójelben szerepel a szám lemezen elfoglalt helye.
1. Turn Of The Century  (Barry és Robin Gibb) – 2:21 (JP:8)
2. Holiday  (Barry és Robin Gibb) – 2:53 (JP:2)
3. Red Chair Fade Away  (Barry és Robin Gibb) – 2:17 (JP:3)
4. One Minute Woman  (Barry és Robin Gibb) – 2:18 (JP:4)
5. In My Own Time  (Barry és Robin Gibb) – 2:15 (JP:5)
6. Every Christian Lion Hearted Man Will Show You  (Barry és Robin és Maurice Gibb) – 3:38 (JP:6)
7. Craise Finton Kirk Royal Academy of Arts  (Barry és Robin Gibb) – 2:16 (JP:7)
8. New York mining disaster 1941  (Barry és Robin Gibb) – 2:10 (JP:1)
9. Cucumber Castle  (Barry és Robin Gibb) – 2:05 (JP:9)
10. To Love Somebody  (Barry és Robin Gibb) – 3:00 (JP:10)
11. I Close My Eyes  (Barry, Robin és Maurice Gibb) – 2:22 (JP:11)
12. I Can't See Nobody  (Barry és Robin Gibb) – 3:45 (JP:12)
13. Please read me  (Barry és Robin Gibb) – 2:15 (JP:13)
14. Close Another Door  (Barry, Robin és Maurice Gibb) – 3:30 (JP:14)

### Bónuszdalok a CD kiadáson
Bee Gees’ 1st Expanded and remastered CD Rhino (2006/2007)
1. Turn Of The Century (Barry és Robin Gibb) (korai verzió) – 2:21
2. One Minute Woman (Barry és Robin Gibb) (korai verzió) – 2:17
3. Gilbert Green (Barry és Robin Gibb) – 3:05
4. New York Mining Disaster 1941 (Barry és Robin Gibb) – 2:17
5. House Of Lords (Barry, Robin és Maurice Gibb) – 2:46
6. Cucumber Castle (Barry és Robin Gibb) (korai verzió) – 2:01
7. Harry Braff (Barry, Robin és Maurice Gibb) (korábbi, más verzió) – 3:08
8. I Close My Eyes (Barry, Robin és Maurice Gibb) (korai verzió) – 2:26
9. I've Got To Learn (Barry, Robin és Maurice Gibb) – 2:48
10. I Can't See Nobody (Barry és Robin Gibb) (más verzió) – 3:49
11. All Around My Clock (Barry, Robin és Maurice Gibb) – 0:55
12. Mr. Wallor's Wailing Wall (Barry és Robin Gibb) – 1:52
13. Craise Finton Kirk Royal Academy Of Arts (Barry és Robin Gibb) (más verzió) – 2:16
14. New York Mining Disaster 1941 (Barry és Robin Gibb) (eltérő verzió) – 2:01

## A számok rögzítési ideje
A számokat Londonban, az IBC Studio-ban rögzítették
- 1967. március 13. – 15.: Cucumber Castle, I've Got To Learn
- 1967. március 15.: I Close My Eyes, Turn Of The Century, All Around My Clock
- 1967. március 16.: New York Mining Disaster 1941
- 1967. március 21.: Craise Finton Kirk Royal Academy Of Arts
- 1967. március 23.: In My Own Time, Please Read Me
- 1967. március: Close Another Door, To Love Somebody, Gilbert Green, Deeply Deeply Me
- 1967. április 4.: Mr Wallor's Wailing Wall, House Of Lords,
- 1967. április 11.: Every Christian Lion Hearted Man Will Show You
- 1967. április: Holiday, I Can't See Nobody, Garden Of My Home

Az I've Got To Learn, All Around My Clock, Gilbert Green, Deeply Deeply Me, Mr Wallor's Wailing Wall, és a House Of Lords számok a 2006-ban megjelent CD kiadás bónuszdalai között szerepelt (Rhino kiadás).
A Garden Of My Home című szám Bee Gees kiadáson nem szerepelt, először az Esther and Abi Ofarim kislemezén jelent meg 1967-ben, majd a Scattered Gibbs című válogatáslemezen.

## Közreműködők
- Barry Gibb – ének, gitár
- Robin Gibb – ének, orgona
- Maurice Gibb – ének, gitár, basszusgitár, zongora, orgona
- Colin Petersen – Dob, ütőhangszerek
- Vince Melouney – gitár
- stúdiózenekar Phil Dennys vezényletével: (New York Mining Disaster 1941, Red Chair Fade Away, I Close My Eyes, One Minute Woman)
- stúdiózenekar Bill Shepherd vezényletével a többi számnál

## A nagylemez megjelenése országonként
- Argentína (Polydor 20339) 1967
- Argentína 8-Track címmel (RSO 7988) 1979
- Ausztrália (Spin 915 086 (stereo)), (Spin Sel 932 449) 1967
- Belgium (Polydor 184 089) 1967
- Amerikai Egyesült Államok (Atco 33–223 (mono)), (Atco SD-33–223 (stereo)) 1967
- Amerikai Egyesült Államok Reel to reel címmel (Atco 223) 1967
- Egyesült Királyság (Polydor 582 012 (mono)), (Polydor 583 012 (stereo)), (RSO 2479 133) 1967
- Hollandia (Polydor 583 012), (Polydor DS- 014) 1967 (az utóbbi kiadáson a számok sorrendje eltérő az eredetitől, valamint a Massachusetts, I Am The World, Spicks & Specks számok szerepelnek a One Minute Woman , Every Christian Lion Hearted Man Will Show You , New York Mining Disaster 1941 , Cucumber Castle  és a I Close My eyes  számok helyett)
- Japán (Polydor SLPM-1379) 1967, (RSO MW 2069) 1973
- Japán CD (Polydor D28W25032) 1988 , (Polydor POCP2225)1992, (Polydor/Universal UICY-3804) 2004
- Kolumbia (RSO 2394 199) 1979
- Mexikó (Polydor) 1968 (A lemezen az 1–5 számok, és a 8–11 számok szerepelnek, a 6-os a Massachusetts, a 7-es szám a Sir Geoffrey Saved the World c. szám)
- Németország (Polydor 184 089), (RSO 2479 133)1967
- Svájc (Polydor 184 089) 1967
- Új-Zéland (Spin/Calendar SR 679 677 2) 1967

## Az album dalaiból megjelent kislemezek, EP-k
- 1967 Holiday / Every Christian Lion Hearted Man Will Show You: Ausztrália (Spin EK-2020), Kanada és Amerikai Egyesült Államok (Atco 45–6521)
- 1967 Holiday / Red Chair Fade Away: Franciaország (Polydor 421 159), Németország (Polydor 59156)
- 1967 New York Mining Disaster 1941 / I Can't See Nobody: Chile és Németország (Polydor 59073), Japán (Polydor DP-1547), Dél-afrikai Köztársaság (Polydor PD 9229), Amerikai Egyesült Államok (Atco 45–6487)
- 1967 New York Mining Disaster 1941 / Close Another Door: Ausztrália (Spin EK-1798), Kanada és Amerikai Egyesült Államok (Atco), Egyesült Királyság (Polydor 56167)
- 1967 To Love Somebody / I Can't See Nobody: Ausztrália (Spin EK-1891), Kanada és Amerikai Egyesült Államok (Atco 45–6503), Görögország (Polydor 235), Egyesült Királyság (Polydor 56 178)
- 1967 To Love Somebody / Close Another Door: Franciaország (Polydor 421 150), Németország (Polydor 59111), Japán (Polydor DP-1545), Amerikai Egyesült Államok (Atco 45-6503)
- 1968 Holiday / Jumbo: Izrael

EP-k
- 1967 Holiday / One Minute Woman / Cucumber Castle / Please Read Me: Portugália (Polydor 60 047)
- 1967 New York Mining Disaster 1941 / I Close My Eyes / I Can't See Nobody / Cucumber Castle: Franciaország EP Polydor (27806)
- 1967 New York Mining Disaster / I Can’t See Nobody / Spicks And Specks / I Am The World: EP Portugália (Polydor 60 029), Spanyolország (Polydor 51 082)
- 1967 New York Mining Disaster 1941 / I Can't See Nobody / Turn Of The Century / Holiday: Ausztrália EP Spin (EX-11329)
- 1967 To Love Somebody / Spicks and Specks / Turn of The Century / Close Another Door: Franciaország EP Polydor (27811)
- 1967 To Love Somebody / Cucumber Castle / Turn Of The Century / Close Another Door: Spanyolország EP Polydor (51 083 RPH)
- 1967 To Love Somebody / Close Another Door / Red Chair Fade Away / One Minute Woman: Ausztrália és Új-Zéland EP Spin (EX-11335)
- 1967 To Love Somebody / New York Mining Disaster 1941 / Holiday / I Can't See Nobody: Szovjetunió EP Melodia (38195)
- 1967 New York Mining Disaster 1941 / To Love Somebody / Spicks and Specks / Massachusetts: Németország EP

## Eladott példányok
A Bee Gees’ 1st albumot Németországban 500 000, az Amerikai Egyesült Államokban 450 000, az Egyesült Királyság területén pedig 200 000 példányban értékesítették.
A világon összesen 1,1 millió példányban kelt el.

## Number One helyezés a világban
- Bee Gees’ 1st Franciaország